# Behaarte Esche
Die Behaarte Esche (Fraxinus pallisiae) ist eine Laubbaumart aus der Gattung der Eschen in der Familie der Ölbaumgewächse. Ihr natürliches Verbreitungsgebiet liegt in Südost-Europa und Kleinasien.

## Beschreibung
Die Behaarte Esche ist ein kleiner, laubabwerfender Baum der eine Höhe bis über 20 Meter erreicht. Die Zweige sind dünn und dicht abstehend behaart. Die Endknospen sind braun und stumpf. 
Die gegenständigen und gestielten Laubblätter sind 12 bis 25 Zentimeter lang, unpaarig gefiedert und bestehen aus 5 bis 11, sitzenden oder sehr kurz gestielten Blättchen. Die Blättchen sind 3 bis 6 Zentimeter lang, eiförmig, zugespitzt mit einer keilförmigen bis abgerundeten Basis. Der Blättchenrand ist gesägt. Die Blättchenoberseite ist grün und verkahlend, die Unterseite eher graugrün, beide Seiten sind anfangs behaart, wie auch die rinnige Rhachis.
Die Blüten sind zwittrig und stehen in kleinen, seitenständigen Trauben. Kronblätter fehlen. Die Blüten erscheinen vor den Blättern von April bis Mai.
Als Früchte werden 3,5 bis 4 Zentimeter lange, flache, einseitig geflügelte und einsamige Nussfrüchte gebildet, deren Flügelsaum bis zum unteren Drittel herabläuft.
Die Chromosomenzahl beträgt 2n = 46.

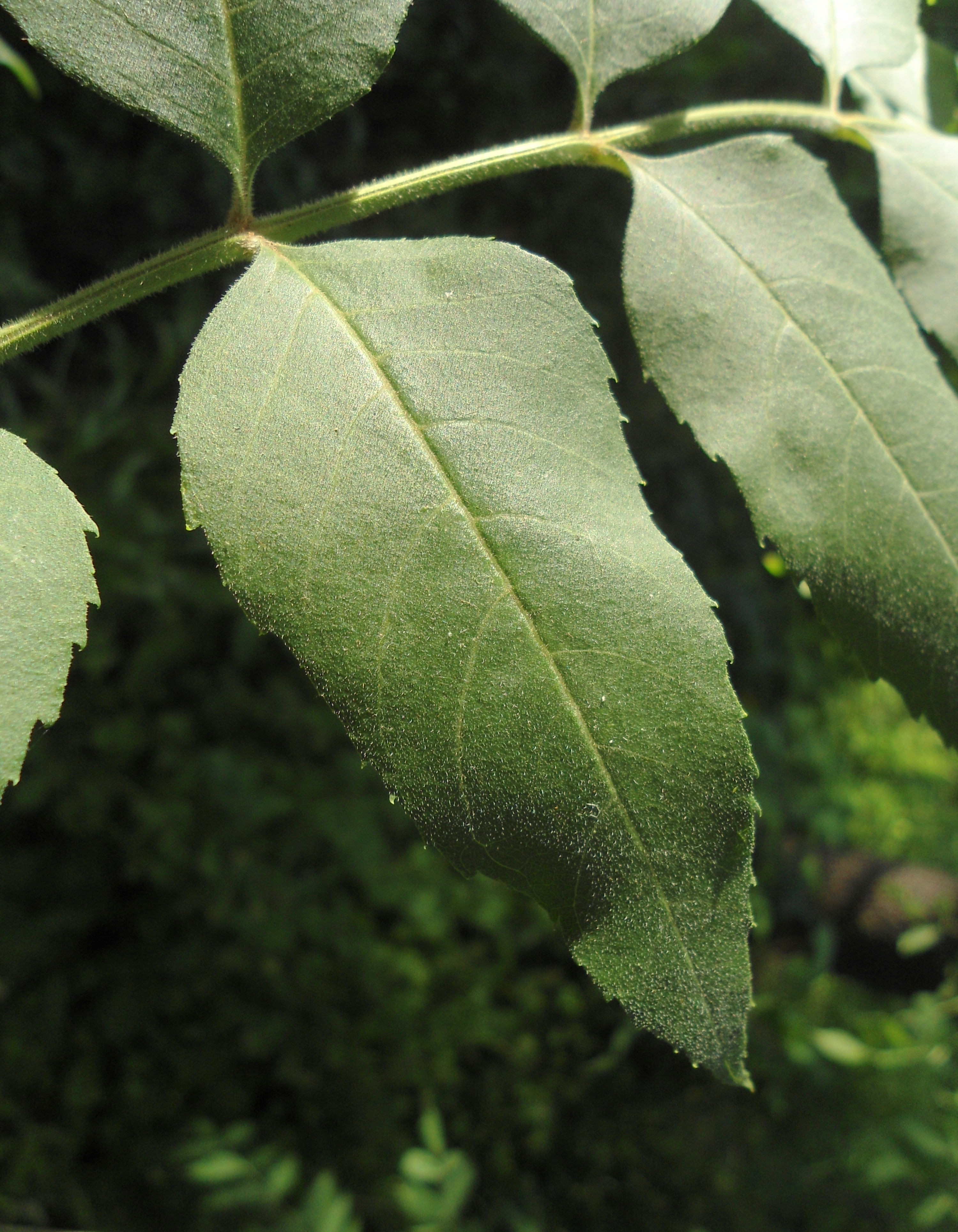
Fiederblättchen mit Behaarung
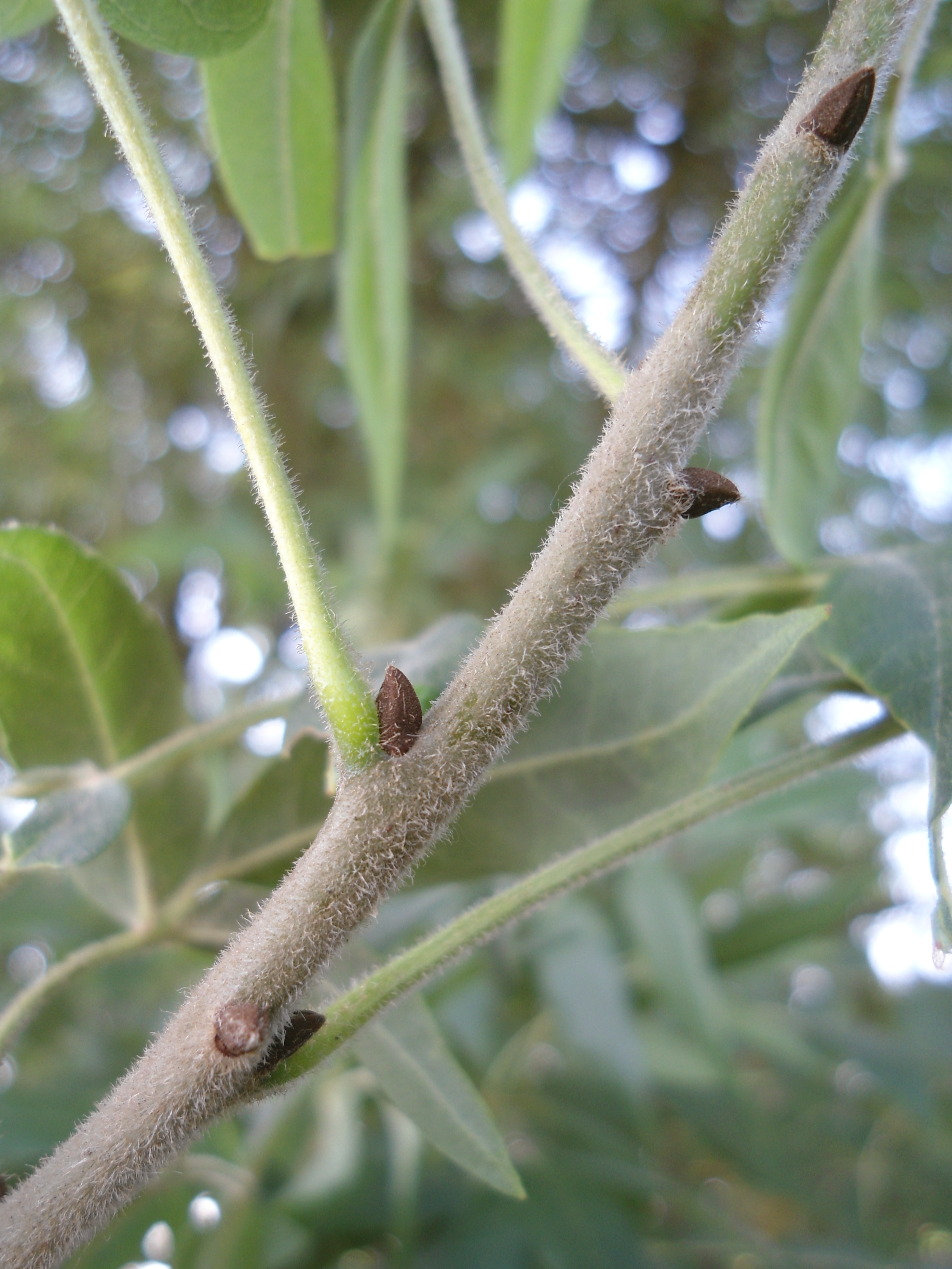
Knospenschuppen
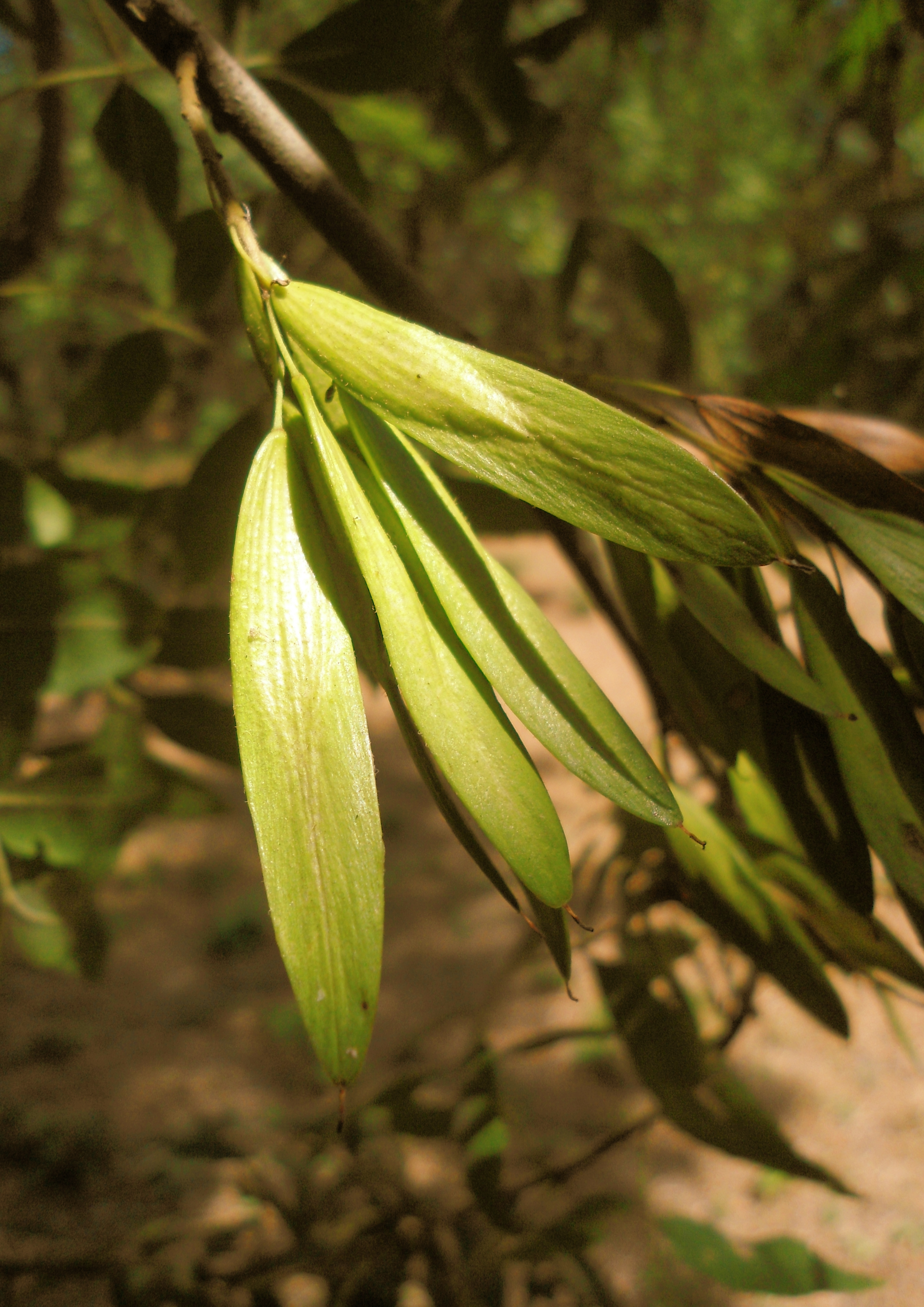
Fruchtstand
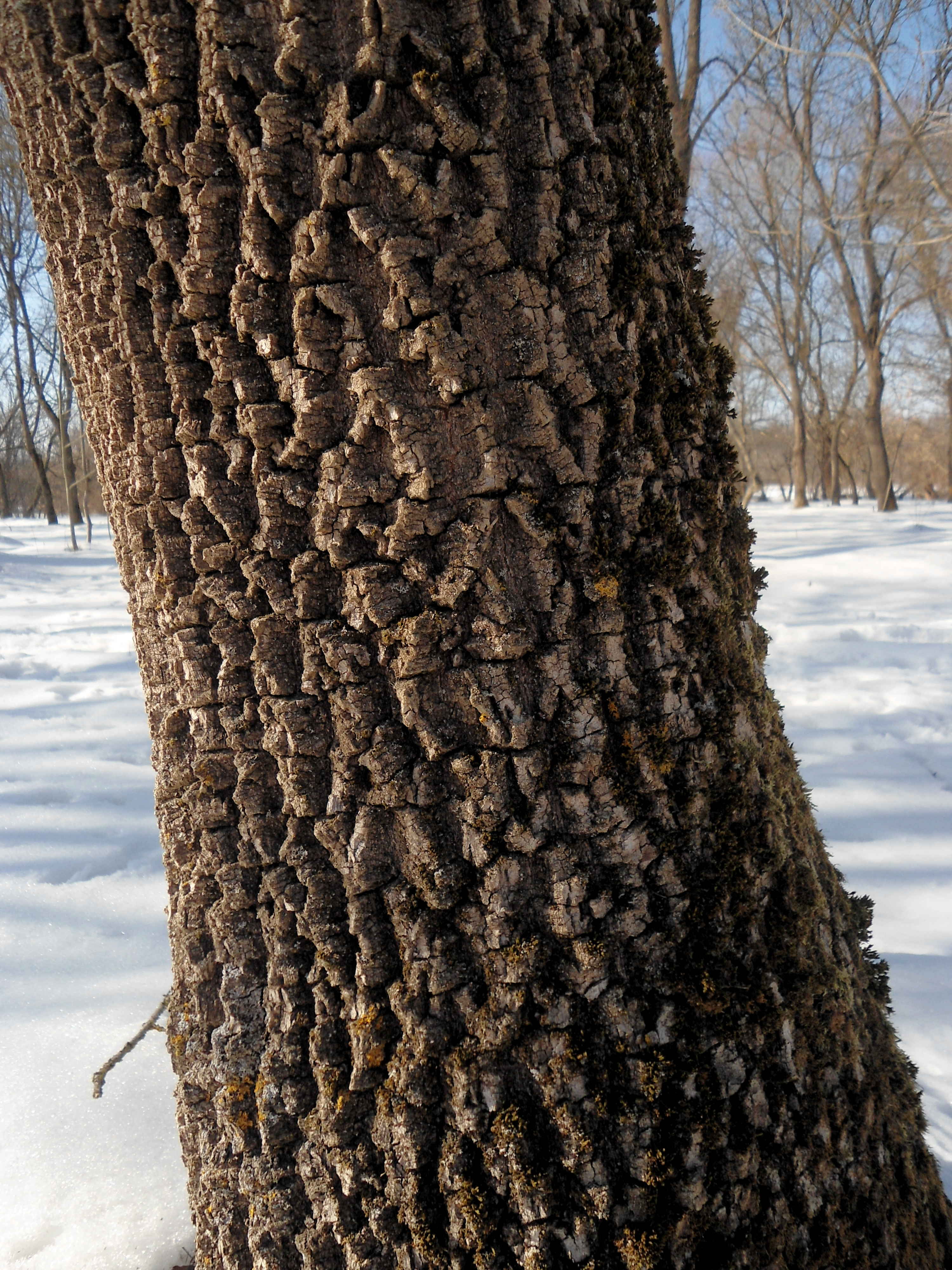
Borke

## Verbreitung und Ökologie
Das Verbreitungsgebiet der Behaarten Esche liegt von der Balkanhalbinsel über Rumänien bis nach West-Russland, Moldawien, zum asiatischen Teil der Türkei und zum Kaukasus. Dort gedeiht sie in Steppengehölzen und Trockenwälder auf mäßig trockenen bis frischen, schwach sauren bis alkalischen, sandig-lehmigen bis lehmigen, nährstoffreichen Böden an sonnigen bis lichtschattigen Standorten. Sie ist wärmeliebend und frosthart.

## Systematik
Die Behaarte Esche (Fraxinus pallisiae) ist eine Art aus der Gattung der Eschen (Fraxinus) in der Familie der Ölbaumgewächse (Oleaceae). Sie wird der Sektion Fraxinus zugeordnet. Ein Synonym der Art ist Fraxinus holotricha Koehne.